# 本初仏
本初仏（ほんしょぶつ、梵: Ādibuddha、蔵: dang po'i sangs rgyas）とは、一切世界の生成の原因とされる尊格。ネパール、チベットなど後期密教に伝わった信仰形態である。
チベット仏教では法身普賢（ほっしんふげん）、持金剛仏、金剛薩埵が本初仏として尊崇される。またネパールにおいては文殊菩薩を「自然生」(じねんしょう、Svayambhū [スヴァヤンブー])すなわち「自ら生じたもの」として信仰し、これを本初仏とする。